# 富永正男
富永 正男（冨永、とみなが まさお、1858年（安政5年8月） - 1930年（昭和5年）4月20日）は、日本の政治家、衆議院議員（1期）。

## 経歴
安芸国安芸郡焼山村(のち広島県安芸郡昭和村、現・呉市)生まれ。安芸中学校卒。農業を営む。
1894年9月の第4回衆議院議員総選挙において広島1区から自由党公認で立候補して当選した。衆議院議員を1期務め、1898年の第5回衆議院議員総選挙は不出馬。1930年に死去した。